# Taktabáj
Taktabáj é um município da Hungria, situado no condado de Borsod-Abaúj-Zemplén. Tem 16,82 km² de área e sua população em 2015 foi estimada em 615 habitantes.